# Disynstemon paullinioides
Disynstemon es un género monotípico de plantas con flores perteneciente a la familia Fabaceae. Su única especie: Disynstemon paullinioides, es originaria de Madagascar.

## Descripción
Es un arbusto trepador perennifolio.

## Taxonomía
Disynstemon paullinioides fue descrita por (Baker) M.Peltier y publicado en Adansonia: recueil périodique d'observations botanique, n.s. 17(2): 202. 1977.
Sinonimia
- Disynstemon madagascariense R.Vig.
- Disynstemon paullinioides var. paullinioides
- Lonchocarpus paullinioides Baker[3]